# Orden des heiligen Jakobs (Niederlande)
Der Orden des heiligen Jakobs (lat. Equites divi Jacobi Belgici) war ein holländischer Ritterorden.
Er wurde von Graf Florens V. im Jahr 1290 in Den Haag gestiftet. Der Orden war nur für 12 Ritter eingerichtet worden. Die Ritter schworen einen Eid auf das Evangelium. Der holländische Herold Johann Payport hing danach die Schilde mit den Wappen zum Andenken im Saal des Palastes in Den Haag auf.

## Ordensdekoration
Zwei Ordensdekorationen sind überliefert.
Das Ordenszeichen bestand in einer goldenen mit sechs Muscheln besetzten Kette, woran eine Medaille mit dem Bildnis des heiligen Jakobs hing.
Das Ordenszeichen war ein achtspitziges Kreuz mit dem Bildnis des Heiligen Jakob im Medaillon und hing an einer Muschel, durch die das Ordensband geführt wurde.

## Ritter des Ordens
- Graf von Hamilton, Gesandter des Königs in Schottland
- Gotthard von Boischals, westphälischer Abgeordneter
- Heinrich Graf von Henneberg, Kölner Abgeordneter[1]